# Рендола (Арецо)
Рендола је насеље у Италији у округу Арецо, региону Тоскана.
Према процени из 2011. у насељу је живело 43 становника. Насеље се налази на надморској висини од 282 м.